# Sandwich generation
Sandwich generation (ang. także: pivot generation, pol. kanapkowa generacja lub pokolenie przegubowe) – pojęcie socjologiczne odnoszące się do pokolenia dorosłych członków rodzin, którzy z różnych względów muszą obejmować opieką zarówno starzejących się rodziców, jak i dzieci, a częstokroć także wnuki, jednocześnie trudniąc się pracą zawodową.
Pierwszy raz definicję kanapkowej generacji sformułowała amerykańska pracownik socjalna D. Miller w stosunku do kobiet uwikłanych w opiekę nad starszymi rodzicami oraz małymi lub dorastającymi dziećmi, jak również w obowiązki domowe i pracę zawodową, co następowało kosztem życia prywatnego i pracy. Miller użyła w tym kontekście słowa uwięzienie lub spięcie jak kanapka w nadmiernej liczbie obowiązków i zadań. Począwszy od lat 80. XX wieku pojęcie ewoluowało z uwagi na zmiany demograficzne i obecnie dotyczy osób w wieku nawet ponad 65 lat. Według polskiej socjolog z Uniwersytetu Śląskiego, Wiesławy Walkowskiej sandwich generation to osoby dorosłe ze średniego pokolenia udzielające szeroko pojętego wsparcia swoim bliskim zarówno z młodszego, jak i najstarszego pokolenia. Członkowie kanapkowej generacji nie tylko współponoszą finansowe koszty opieki nad bliskimi, ale też współuczestniczą w ich emocjonalnych problemach, zarówno dotyczących starzenia się, jak i wkraczania w dorosłość.
Wraz ze starzeniem się społeczeństw rozwiniętych i wzrostem potrzeb opiekuńczych najstarszej generacji wzrastać będą również potrzeby opiekuńcze coraz bardziej starzejącej się środkowej sandwich generation obarczonej zarówno coraz starszymi rodzicami, jak również dorosłymi lub niepełnosprawnymi dziećmi i wnukami. W tym kontekście coraz intensywniej dostrzega się występowanie zjawiska swojego rodzaju podległości średniego pokolenia wobec dwóch sąsiadujących z nim pokoleń (starszego i młodszego). Pojawia się zatem konieczność balansowania między dbaniem o potrzeby swoje i innych, a także niemożność stawiania granic między innymi, a własnym „ja”. Istotne jest to, że kumulowanie frustracji i nadmierne eksploatowanie siebie przez członków sandwich generation nie służy budowaniu zdrowych relacji międzypokoleniowych w rodzinach. Przedstawiciele pokolenia przegubowego kwestionować zaczynają w związku z tym moralne, prawne i finansowe zobowiązanie do przyjmowania odpowiedzialność za krewnych, a to z kolei wprowadza napięcie w relacje i powoduje powstanie zapotrzebowania na większą pomoc ze strony państwa (dla opieki nad członkami rodzin konieczne jest w części przypadków zawieszenie aktywności średniego pokolenia na rynku pracy). Negatywne odczucia towarzyszą przede wszystkim kobietom, które zajmują się codzienną opieką nad rodzicami z chorobą Alzheimera i nie mają żadnej nadziei na jakąkolwiek zmianę w ich zachowaniu. Doświadczenia kobiet pełniących rolę jedynych opiekunek wyraźnie wskazują na ich wypalenie opiekuńcze. Kobiety te są zdane praktycznie wyłącznie na własne siły i nie mogą liczyć na wsparcie bliskich. Ich opiekuńcze wysiłki częstokroć są przyczyną przygnębienia i smutku. Dr Piotr Szukalski, demograf z Uniwersytetu Łódzkiego, stwierdza, że kumulacja potrzeby wspierania zarówno dzieci, jak i rodziców zaczyna występować w tym okresie życia, gdy nie ma się już na to sił i ochoty, a zaczyna się myśleć o własnej emeryturze i odpoczynku.
Pojawienie się generacji kanapkowej jest z jednej strony skutkiem wydłużania się życia ludzkiego, a z drugiej rosnącej liczby młodych dorosłych, którzy odwlekają czas opuszczenia domu
rodzinnego albo już go opuścili, ale nie uzyskali pełnej samodzielności ekonomicznej. Typowy przedstawiciel pokolenia przegubowego to w najbogatszych europejskich państwach człowiek około lat pięćdziesięciu (w Polsce najczęściej młodszy), który odczuwa przymus świadczenia pomocy zarówno starszym rodzicom, jak i niesamodzielnym dzieciom.